# A commentariis
A l'antiga Roma, els a commentariis eren personal treballador d'un tabularium (un tipus d'arxiu) encarregats d'enregistrar l'entrada de documents originals i de conservar-los. També s'encarregaven de fer-ne còpies autoritzades i de certificar l'autenticitat d'aquestes còpies. Podríem calificar-los d'arxivistes, en contraposició als tabularii que feien més aviat una tasca de comptables. Els a commentariis solien ser lliberts, mentre que els seus subalterns, els adiutores a commentariis, solien ser esclaus, tot i que aquesta norma no era del tot rígida.